# L'Enfant et le Maudit
L'Enfant et le Maudit : Siúil, a Rún (とつくにの少女 - Siúil, a Rún, Totsukuni no Shoujo - Siúil, a Rún) est un shōnen manga de Nagabe, prépublié entre septembre 2015 et mars 2021 dans le magazine Monthly Comic Blade puis Monthly Comic Garden et publié par l'éditeur Mag Garden en onze volumes reliés entre mars 2016 et avril 2021. Un tome bonus intitulé "Cher Journal" est sorti en 2022 ; bien que souvent présenté comme le tome 0, il est conseillé de le lire après avoir terminé la série. La version française est éditée par Komikku Éditions depuis mars 2017.
Un premier OAV de 10 minutes par Wit Studio est sorti en septembre 2019, suivi d'un second OAV de 70 minutes en mars 2022.
La série se démarque par l'influence occidentale qui a pesé sur son rendu graphique et sa mise en scène. Les dialogues et onomatopées sont presque absents, offrant une expérience quasi-contemplative et une ambiance de conte noir très mélancolique.

## Synopsis
Il était une fois...
Dans un pays lointain, il y avait deux royaumes : l'Extérieur, où des bêtes tordues et errantes pouvaient maudire par un simple contact, et l'Intérieur, où les humains vivaient en sécurité et en paix. La fille et la bête ne se seraient jamais rencontrées, mais quand elles le font, un conte de fées tranquille commence.
Il s'agit d'une histoire de deux personnes - un humain, un inhumain - qui s'attardent dans le crépuscule brumeux qui sépare la nuit du jour.

## Personnages
Sheeva
Une petite fille qui, suspectée d'avoir été touchée par un être de l'Extérieur, a été abandonnée. Elle n'est cependant pas maudite. Elle a été recueillie par un être maudit qu'elle appelle professeur. Ils vivent ensemble à l'Extérieur. Elle est très attachée à ce dernier et est toujours joviale. Elle espère qu'un jour, sa tante viendra la chercher.
Le Professeur
Un être maudit ayant recueilli Sheeva. Il est, lui aussi, très attachée à elle. Il possède des cornes, est très grand et est tout noir. Il prend soin de Sheeva tout en évitant qu'elle le touche. Il a menti à Sheeva en lui disant que sa tante viendrait la chercher, mais il ne voulait pas la voir souffrir. Il ne peut ni mourir, ni être blessé, et ne ressent ni froid, ni chaud, ni fatigue. Comme tous les maudits, il n'a pas besoin de manger ou dormir.
La Tante
Une vieille femme isolée vivant à l'Intérieur. C'est elle qui a élevé Sheeva depuis qu'elle est bébé. Elle aime cuisiner et dessiner des scènes de nature. C'est à elle que Sheeva doit ses compétences en couture et sa passion pour le dessin.
Le Roi
Un homme d'âge moyen régnant sur le Royaume de l'Intérieur. Il souffre d'une santé très fragile et du poids des décisions cruelles qu'il doit prendre pour protéger le royaume de la malédiction. C'est un monarque souvent critiqué par son entourage d'être pleutre et lâche, incapable de prendre des décisions critiques. Il se dépeint au fil de l'histoire par son soucis de toujours mettre en avant la vérité.
La Mère
Cette entité mystique vit dans un lac dans le Royaume de l'Extérieur. Les êtres de l'extérieur l'appellent "maman" et déclarent avoir été créé par elle. Ses paroles sont décrites comme étant un chant éthéré, et non des mots. Elle est cachée dans un trou abyssal au fond de l'eau.
Les Êtres de l'extérieur
Les êtres de l'extérieur n'ont pas de nom, mais leur forme de corps unique à chacun permet au lecteur de différencier chaque personnage. Ils sont entièrement noirs et composés de morceaux de squelette animal. Les principaux êtres de l'extérieur à interagir avec les protagonistes ont la forme de cerfs, loups et corbeaux. Ils errent dans le Royaume de l'Extérieur à la recherche d'âmes à rapporter à la Mère. Ils se caractérisent par une difficulté à comprendre les émotions et normes sociales des humains. Leur caractère est terre-à-terre et très rationnel, sans possibilité de comprendre l'humour.

## Influences
La série est influencée par les anciens contes occidentaux tels que les Frères Grimm et Les Contes de ma mère l'Oye, lui offrant une atmosphère de conte noir très singulière pour une œuvre nippone. Le traitement graphique proche des gravures est inspiré des Moumines de Tove Jansson, et les décors de Tasha Tudor. La mise en scène est également inspirée du travail de Juan Díaz Canales et Juanjo Guarnido dans Blacksad. Le mangaka Kenji Miyazawa et Le Petit Prince d'Antoine de Saint-Exupéry sont les deux plus grosses références de Nagabe pour cette série. La forte influence occidentale sur l'œuvre la rend particulièrement atypique et l'éloigne des normes habituelles du manga.
Le sous-titre de la série "Siùl, a Rùn" est une référence à une musique traditionnelle celtique. Proposé par son responsable éditorial Kyohei Shimpuku, elle inspire à Nagabe la tristesse et l'espoir qu'il insuffle à son œuvre.

## Liste des volumes
| no | Japonais          | Japonais          | Français        | Français          |
| no | Date de sortie    | ISBN              | Date de sortie  | ISBN              |
| --- | ----------------- | ----------------- | --------------- | ----------------- |
| 1 | 10 mars 2016      | 978-4-8000-0545-8 | 9 mars 2017     | 978-2-37287-197-6 |
| Liste des chapitres : Chapitres 1 à 5                                                                                       |                   |                   |                 |                   |
| 2 | 10 septembre 2016 | 978-4-8000-0612-7 | 11 mai 2017     | 978-2-37287-198-3 |
| Liste des chapitres : Chapitres 6 à 10                                                                                      |                   |                   |                 |                   |
| 3 | 10 avril 2017     | 978-4-8000-0671-4 | 26 octobre 2017 | 978-2-37287-252-2 |
| Liste des chapitres : Chapitres 11 à 15                                                                                     |                   |                   |                 |                   |
| 4 | 10 octobre 2017   | 978-4-8000-0720-9 | 15 mars 2018    | 978-2-37287-336-9 |
| Au Japon, le tome 4 est également sorti en édition limitée (ISBN 978-4-8000-0712-4).Liste des chapitres : Chapitres 16 à 20 |                   |                   |                 |                   |
| 5 | 10 avril 2018     | 978-4-8000-0757-5 | 11 octobre 2018 | 978-2-37287-356-7 |
| Au Japon, le tome 5 est également sorti en édition limitée (ISBN 978-4-8000-0746-9).                                        |                   |                   |                 |                   |
| 6 | 10 octobre 2018   | 978-4-8000-0801-5 | 21 mars 2019    | 978-2-37287-357-4 |
| 7 | 9 mars 2019       | 978-4-8000-0801-5 | 30 janvier 2020 | 978-2-37287-457-1 |
| Au Japon, le tome 7 est également sorti en édition limitée (ISBN 978-4-8000-0811-4).                                        |                   |                   |                 |                   |
| 8 | 10 septembre 2019 | 978-4-8000-0891-6 | 20 août 2020    | 978-2-37287-519-6 |
| Au Japon, le tome 8 est également sorti en édition limitée (ISBN 978-4-8000-0851-0).                                        |                   |                   |                 |                   |
| 9 | 10 mars 2020      | 978-4-8000-0946-3 | 15 octobre 2020 | 978-2-37287-520-2 |
| 10 | 10 septembre 2020 | 978-4-8000-1011-7 | 6 mai 2021      | 978-2-37287-521-9 |
| 11 | 9 avril 2021      | 978-4-8000-1065-0 | 4 novembre 2021 | 978-2-37287-587-5 |
| Bonus | 10 mars 2022      | 978-4-8000-1097-1 | 27 octobre 2022 | 978-2-37287-682-7 |

## Adaptations
À la suite d'un premier OAV de 10 minutes sorti en septembre 2019, une adaptation du manga originel en anime au format OAD de 1h10m, réalisée par le réalisateur Yutaro Kubo et produite par Wit Studio est disponible le 10 mars 2022,.
Une campagne Kickstarter pour collecter des fonds pour le projet s'est déroulée du 10 mars au 9 mai 2021. La campagne a dépassé son objectif initial de 3 millions de yens pour atteindre 22 millions de yens le dernier jour.  

## Accueil critique
Pour le site spécialisé Actua BD, « au fur et à mesure des pages, on se laisse attendrir et bercer par ce trait dont la simplicité reflète la pureté et l'innocence de la jeune fille, tandis que le noir qui domine la page représente ces ténèbres inquiétantes dans lesquelles elle évolue. Et c'est justement cette façon de dessiner, peu détaillée et légère, qui rend la dualité dépeinte dans ce petit bijou si forte, si poignante et si prenante ».
Le tome 3 est nommé en sélection officielle du Festival d'Angoulême 2018.